# Catedral de la Sagrada Familia (Tafuna)
La Catedral de la Sagrada Familia (en inglés: Cathedral of the Holy Family)  es una iglesia de finales del siglo XX que sirve como la Catedral junto con la Conatedral de San José Obrero de la Diócesis de Samoa-Pago Pago en la Samoa Americana, un territorio no incorporado de los Estados Unidos en Oceanía. Se encuentra ubicado en el distrito de Ottoville en Tafuna, la ciudad más grande en esa dependencia. La construcción de la catedral comenzó entre finales de 1980 y principios de 1990 y se inauguró en 1995. Es conocida por sus obras de arte, que incorporan elementos de la cultura samoana.